# Functional Arrhythmias
Functional Arrhythmias ist ein Jazzalbum von Steve Coleman and Five Elements. Die wohl um 2012 entstandenen Aufnahmen erschienen am 25. März 2013 auf Pi Recordings.

## Hintergrund
Auf Functional Arrhythmias ist die Band von Steve Coleman im Vergleich zum Vorgänger The Mancy of Sound etwas kleiner geworden. Zu Steve Coleman (Altsaxophon) gesellen sich der Trompeter Jonathan Finlayson, der Bassgitarrist Anthony Tidd und der Schlagzeuger Sean Rickman. Hinzu kommt bei fünf der vierzehn Stücke der Gitarrist Miles Okazaki.
Im Titel des Albums könnte man ein Thema und einen Ausspruch erkennen, der mit dem Perkussionisten und Universalgelehrten Milford Graves in Verbindung gebracht werde, dessen Untersuchungen zu Kreislaufrhythmen Jahrzehnte lang im Mittelpunkt seiner Musik gestanden hatten, meint Jason Bivins. Colemans Aneignung der Einsichten von Graves führe auch dazu, dass der Saxophonist eine neue Kompositionsmethodik erforsche: Er extrahiert kontrapunktische Ideen oder kleine Zellen aus Puls und Melodie aus seinen Soloimprovisationen. Dies erkläre zum Teil die etwas andere, oft lockerere Anmutung dieser Stücke, so der Autor.

## Titelliste
- Steve Coleman and Five Elements: Functional Arrhythmias (Pi Recordings PI47)[2]

1. Sinews 6:53
2. Medulla-Vagus 6:33
3. Chemical Intuition 3:58
4. Cerebrum Crossover 6:46
5. Limbic Cry 5:37
6. Cardiovascular 2:34
7. Respiratory Flow 3:50
8. Irregular Heartbeats 3:58
9. Cerebellum Lean 5:25
10. Lymph Swag (Dance of the Leukocytes) 3:53
11. Adrenal, Got Ghost 3:08
12. Assim-Elim 3:32
13. Hormone Trig 4:30
14. Snap-Sis 3:08

Die Kompositionen stammen von Steve Coleman.

## Rezeption
Der einflussreiche amerikanische Altsaxophonist Steve Coleman habe den Ruf, arkan zu sein (seine Werke strotzen vor polyrhythmischen Innovationen, Mondkalenderberechnungen und unergründlichen spirituellen Bezügen), aber diese vom menschlichen Herzschlag inspirierten Stücke würden den offensten Zugang zu seinem Werk seit Jahren darstellen, schrieb John Fordham in Guardian über Functional Arrhythmias. Mit dem Gitarristen Miles Okazaki habe er einen multitalentierten Newcomer hinzu geholt, der ebenso ein innovativer Denker wie er zu sein scheint. Während einige der asketisch knappen Melodien, kantigen Avant-Funk-Grooves und der verschlungene Kontrapunkt bekannte Coleman-Merkmale sind, würde die Musik um doch einige Grad wärmer klingen: voller funkelnder Ensemble-Kompositionen, abwechslungsreicher Percussion-Sounds und lebhafter Grooves. Zuhörer, die zuvor von Colemans musikalischen Rätseln irritiert waren, sollten einen weiteren Versuch in Betracht ziehen.

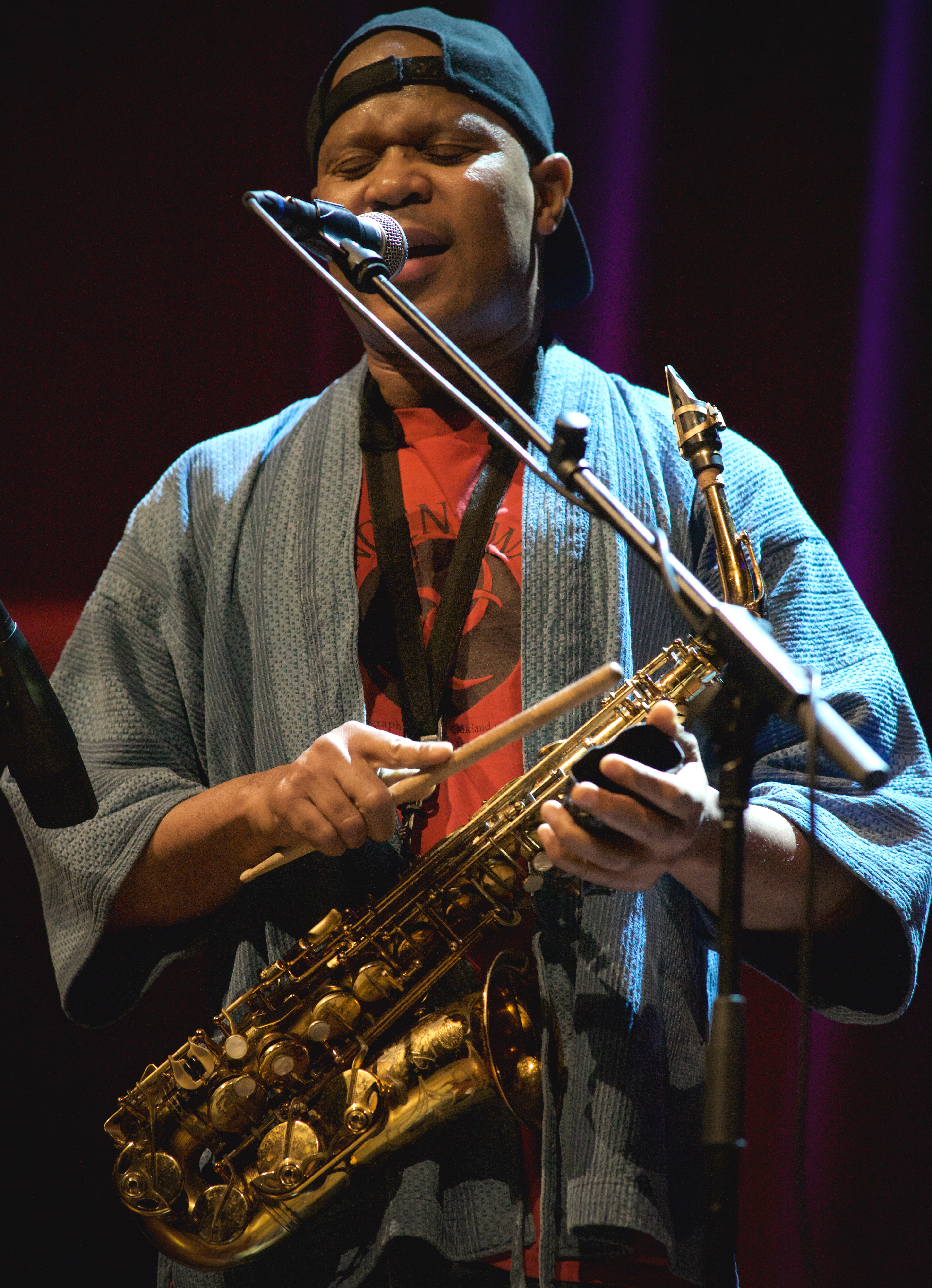
Steve Coleman beim Transition Festival, Tivoli Vredenburg, Utrecht 2017

Das großartige „Cerebrum Crossover“ steigere sich vom Solo Colemans zu großzügigen, zurückhaltenden Quartett-Sondierungen, schrieb Jason Bivins in Dusted. Oberflächlich betrachtet könnte der runde Funk, den Tidd und Rickman (beide Veteranen der Coleman-Bands der 1990er-Jahre) zu Beginn von „Sinews“ austeilten, wie eine Abkehr von den komplizierten rhythmischen Konstruktionen neuerer Alben Colemans erscheinen. Aber die Musik artikuliere sich einfach anders, mit Komplexität, Musterverschiebungen, alles sei immer noch reichlich vorhanden, artikuliere sich nur in einem etwas anderen Idiom. Das Album Functional Arrhythmias würde sich zügig durch diese prägnanten, aber meist recht satten Stücke bewegen. Und all das würde höllisch organisch klingen, und da Coleman und Finlayson am ausdrucksstärksten spielen, sei es schwer zu leugnen, dass sich Five Elements in den letzten Jahren in einem intensiven Zustand befinde.
Die Verbindung zwischen Coleman und Finlayson sei hervorragend, schrieb Mark F. Turner (All About Jazz), der Altsaxophon kontere und fessle das lyrische Spiel des jungen Trompeters. Colemans berauschende Kompositionen hätten zuweilen die Tatsache in den Hintergrund gestellt, dass er auch ein exzellenter Saxophonist ist, wie der wogende Groove von „Cerebellum Lean“ oder die zarte Ballade in „Respiratory Flow“ bewiesen. Wie bei anderen scharfsinnigen Bandleadern würde das großartige Kaliber dieser jüngeren Musiker von Colemans Fähigkeit des Zuhörens zeugen. Tidds E-Bass sei geschmeidig und dennoch ausgeprägt mit nuancierten Interpunktionen, und Rickmans vielfarbige Traps tanzten mit Präzision und Nuancen.